# Вулиця Корсунська (Львів)
Ву́лиця Корсунська — вулиця у Залізничному районі міста Львова, в місцевості Сигнівка. Сполучає вулиці Городоцьку та Сигнівку.

## Історія
Виникла на початку XX століття у складі передміського селища Сигнівка. Після входження селища до меж міста 11 квітня 1930 року, вулиці колишнього села були перейменовані або ж новоутвореним вулицям надавалися певні назви. Так, ще до 1936 року вулиця мала назву Леруська. 1936 року перейменована на вулицю Берестецьку, на честь міста Берестя. Сучасна назва вулиця Корсунська, походить з 1950 року, на честь міста Корсуня, що на Черкащині.

## Забудова
Забудова вулиці Корсунської — одноповерховий конструктивізм 1930-х років, одноповерхова садибна забудова, індивідуальні забудови нового часу.